# Cabo Mizen
El cabo Mizen (del inglés: Mizen Head) en irlandés: Carn Uí Néid) se encuentra en el extremo occidental de la península Mizen en el distrito de Carbery en el punto más suroccidental de Irlanda, es uno de los puntos más extremos de la isla de Irlanda. Queda en el oeste del condado de Cork, República de Irlanda y es una atracción turística. Ubicada sobre el promontorio se encuentra una antigua estación de señalización, una estación meteorológica, y un faro. La estación de señalización, hoy un museo, está abierta a los visitantes. Los "99 escalones" son una larga serie de escalones en el sendero al otro lado del afloramiento rocoso sobre el que fue construida la estación. Los pueblos de Ballydehob, Goleen y Schull se encuentran en la península. El cabo Mizen (Ceann Moiscne) en el condado de Wicklow se encuentra en el sur del cabo Wicklow.
Al contrario de la creencia popular, el cabo Mizen no es el punto más al sur del territorio principal de Irlanda. El cercano cabo Brow tiene tal título. A pesar de ello, los libros de geografía han medido la longitud de Irlanda «desde cabo Fair al cabo Mizen» o «desde cabo Malin al cabo Mizen».